# 布希拉·伊姆蘭
布希拉·瑪內卡·比比·伊姆蘭 （英語：Bushra Imran，1978年8月16日—），前巴基斯坦第一夫人，前总理伊姆蘭·汗的现任妻子。她亦是一名宗教靈修導師（穆里希德）。
她來自於旁遮普省一個保守的家族。在2017年离婚前，她名字叫布希拉·玛内卡。首任丈夫Khawar Maneka是一名高级海关官员，两人育有三子二女。